# دانيال ويلدون
دانيال كلايف «دان» ويلدون (بالإنجليزية: Dan Wheldon) (22 يونيو 1978 - 16 أكتوبر 2011) كان سائق سباق سيارات إنجليزي. كان بطل عام 2005 لسباقات إندي ضمن سلسلة الإندي كار، والفائز في إنديانابوليس 500 في عامي 2005 و2011. توفي ويلدون متأثرا بجروح بعد وقت قصير من حادث تصادم في سباق بطولة العالم إيزود 2011 لسيارات الإندي كار في لاس فيغاس (سباق «لاس فيغاس إندي 300») في 16 أكتوبر 2011، في سن ال 33.
ولد ويلدون قرب في أولني، باكينجهامشير، انكلترا، مارس سباقات الكارتينغ منذ سن الرابعة بتمويل من والده. ومن خلال سباقات المبتدئين في سباقات السيارات خلال سنوات مدرسته. حتى أكمل شهادة الثانوية العامة في سن 16 عاما. خلال مسيرته المبكرة في سباقات السيارات أحادية المقعد، كان هو وجنسون باتون في طور التنافس قبل أن يغادر في نهاية المطاف المملكة المتحدة للمشاركة في سباقات الولايات المتحدة. كان المنطق وراء هذه الخطوة هو أن مستوى التمويل المطلوب لتمويل مسيرته في سباقات المملكة المتحدة كان فوق إمكانيات عائلته. ومنذ الانتقال إلى الولايات المتحدة في عام 1999، أمضى عدة سنوات في مسابقات الفئات الأقل الدوائر مثل سباق سلسلة الولايات المتحدة اف 2000، وسلسلة تويوتا الأطلسي وسلسلة إندي الخفيفة.

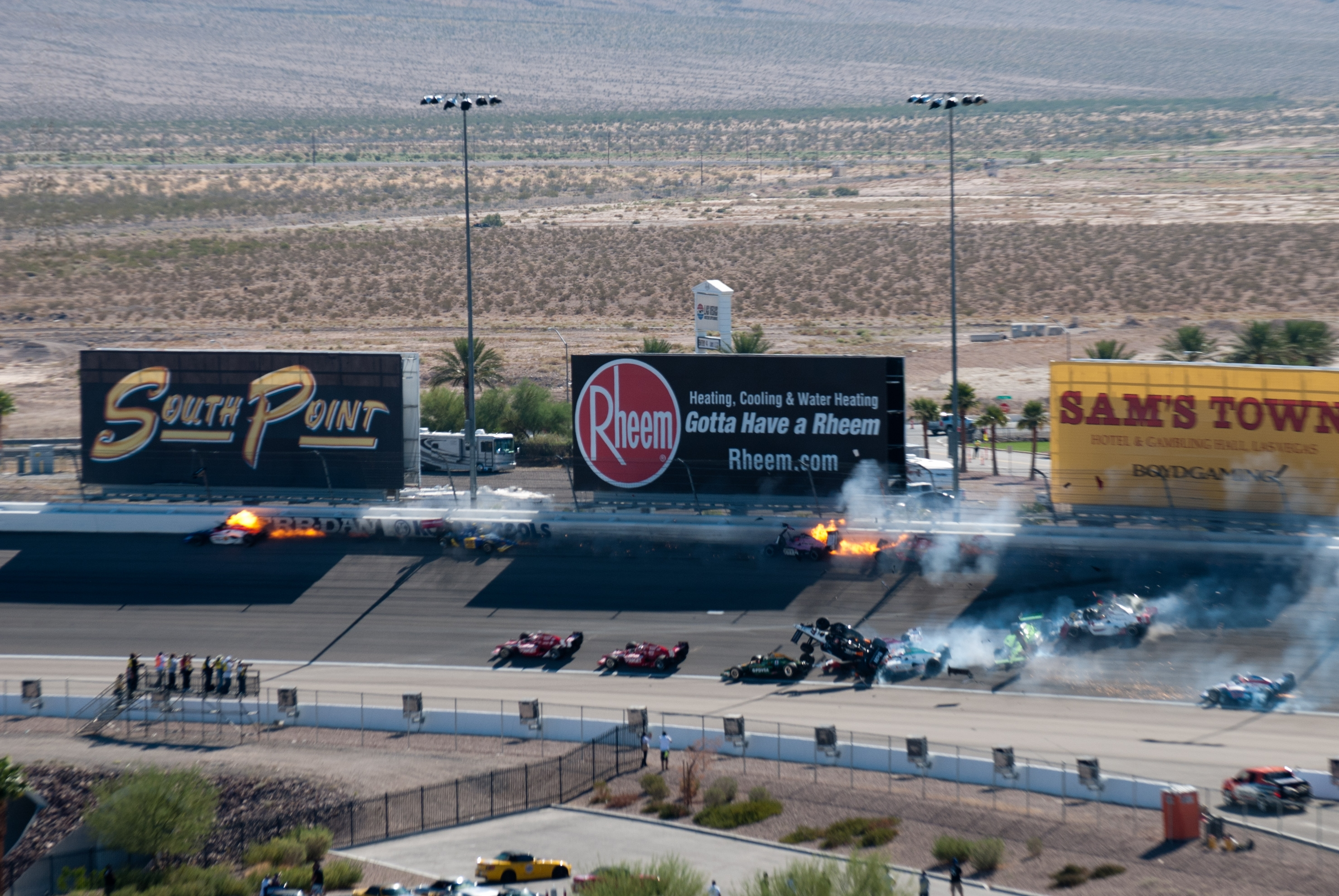
لقطة لحادث التصادم في السباق الذي أصيب خلاله دان بجروح توفي على إثرها لاحقا